# Belgische Hertegeit
La Belgische Hertegeit, que l'on pourrait traduire par la chèvre chamoisée belge, est une race menacée de chèvre originaire de Flandre, historiquement élevée pour le lait.

## Historique
À la fin du XIXe siècle, des syndicats caprins ont été créés par le mouvement social catholique dans le but de permettre aux agriculteurs les plus pauvres de s'assurer contre les pertes inattendues et de s'engager dans l'amélioration des races,, permettant aux petits éleveurs de chèvres d'acheter collectivement des boucs issus de races présentant de meilleures caractéristiques économiques. Dans ce contexte, la race de chèvre chamoisée belge a été créée au début du XXe siècle en croisant des chèvres domestiques flamandes de robe chamoisée avec des chèvres alpines, afin d'améliorer la production laitière du troupeau indigène. Il a été décidé d'utiliser la couleur chamoisée comme unique couleur de robe sélectionnée, contrairement à la chèvre flamande, où jusqu'à un tiers de la robe de l'animal peut être blanc, et à la chèvre alpine, où la présence de taches blanches est également autorisée.
Le développement des syndicats et de l'intérêt pour l'élevage caprin en général se limitent aux provinces flamandes et aux districts néerlandophones de la province du Brabant, alors indivisée. En effet, le besoin économique de développer et de soutenir l'élevage caprin en Wallonie était moins présent. Ainsi, le mouvement ne s'y est pas implanté, ce qui explique que le développement et le maintien de la race caprine chamoisée belge se sont limités à la Flandre.

## Caractéristiques
La chèvre chamoisée belge est une chèvre laitière de grande taille. Les femelles mesurent 75 cm au garrot et les mâles 85 cm. Elle pèse entre 60 et 70 kg et est de couleur brun foncé avec des parties noires, nettement distinctes. Ainsi, la longue bande parcourant l'arrête du dos du début de la nuque à la queue, le masque facial, la gorge, le poitrail, le ventre et l'intérieur des cuisses, la croupe et le pis ainsi que la partie inférieure des jambes, du talon jusqu'au genou, sont noirs. Comme précédemment mentionné et contrairement à la chèvre chamoisée française, la chèvre belge ne doit pas présenter de taches blanches.
La chèvre doit être svelte et propre à produire du lait ; la tête est finement circoncise, le cou est élancé, le jeu de jambes n'est pas trop grossier et le dessous du corps est droit. La mamelle doit être portée le plus haut possible et les trayons, qui mesurent environ 5 cm de long, doivent être légèrement orientés vers l'avant. Leur rendement laitier est élevé. En moyenne, les femelles donnent 744 kg de lait sur une période de 236 jours. La teneur en matières grasses du lait est de 3,64 % et la teneur en protéines de 2,98 %.
C'est une chèvre rustique. Le mâle doit porter une barbiche. Les animaux sont acceptés dans la sélection avec ou sans cornes. Néanmoins, les jeunes animaux sont parfois écornés, car les chèvres chamoisées peuvent parfois avoir un comportement agressif à l'égard de leurs congénères.

## Race menacée
Au XXIe siècle, la chèvre chamoisée belge est une race très rare, menacée d'extinction. Le gouvernement flamand a reconnu l'asbl Kleine Herkauwers comme l'organisation pour l'élevage de la chèvre de couleur chamoisée. En 2021, 59 animaux adultes de race étaient enregistrés en Flandre, tandis qu'aux Pays-Bas, on dénombrait environ dix animaux de race pure. Entre 2008 et 2021, entre 26 et 70 chevreaux sont nés chaque année. Ce faible nombre signifie que la diversité génétique au sein de la race est menacée, ce qui peut entraîner un coefficient d'inceste élevé. Ceci est quelque peu compensé par le fait qu'il y a surtout des petits éleveurs, qui ont un petit nombre d'animaux. Par conséquent, le nombre de mâles par rapport au nombre de femelles (un mâle pour 1,84 femelle en 2021) est élevé, ce qui permet à plusieurs mâles de transmettre leurs gènes et d'éviter le risque qu'un seul mâle ait un impact disproportionné sur la population.
Bien que la race soit originaire de Flandre et qu'elle soit menacée d'extinction, le fonctionnement du stud-book n'est pas observé par Steunpunt Levend Erfgoed, qui est normalement responsable de la préservation des races rares indigènes et du maintien de leur diversité génétique. La raison en est probablement que lors de la création de la race, des chèvres alpines non indigènes ont été croisées avec la chèvre flamande d'origine, mais c'est également le cas pour le mouton Lakens (nl), qui relève de l'effet généalogique de Steunpunt Levend Erfgoed et qui est le produit d'un croisement, à la même époque, d'animaux locaux avec des races anglaises,.